# Хроника города Аугсбурга от 1368 до 1406 годов
«Хро́ника го́рода Ау́гсбурга от 1368 до 1406 го́да» (нем. Chronik der Stadt Augsburg von 1368—1406) — анонимная немецкоязычная хроника.

## Сюжет
Хроника описывает на верхненемецком диалекте события, начиная с последней трети XIV века. Сочинения начинается с описания восстания городского купечества в 1368 году в борьбе за свои права. Далее идут описания битв между войсками Аугсбурга и Баварии — частности, битвы при Альтхайме, Ройтлингене и Дёффлингене. Кратко упоминаются отношения с императором Священной Римской империи и погребение Карла IV. Затем описывается конфликт между купечеством и городским советом по поводу налогов в 1397 году и солнечное затмение 1406 года.

## Значение
Описание в хронике обычно достаточно лаконичны, но она послужила важным источником для последовавших за ней более подробных хроник — например, «Хроники города Аугсбурга от основания до 1469 года» и хроники Буркарда Цинка. Сохранилось восемь рукописных вариантов хроники, но только один из них, хранящийся в Берлинской городской библиотеке, является полным. Остальные представляют собой фрагменты, преимущественно касающиеся более поздних из описываемых событий; также есть несколько вариантов хроники с продолжением до 1447 года.